# 阿尔比马德莱娜站
阿尔比马德莱娜站是法国的一个铁路车站，位于法国城市阿尔比。

## 位置
阿尔比马德莱娜站位于阿尔比市区的北部，塔恩河右岸，距离阿尔比城站大约2公里。车站大致呈南北走向，开口朝东。车站北侧有一处人行天桥可与车站西侧连接。
阿尔比马德莱娜站是阿尔比市区的一个辅助型车站，主要方便阿尔比市区北部居民通勤使用。所有经停本站的列车也都经停阿尔比城站。

## 站名
阿尔比马德莱娜站由巴黎-奥尔良铁路公司修建，因此历史上阿尔比马德莱娜站最初被称为"阿尔比-奥尔良站"。

## 停靠线路
以下列车线路停靠阿尔比马德莱娜站：
| 阿尔比马德莱娜站列车线路表 |                    |        |        |              |
| 线路                       | 车种               | 上一站 | 下一站 | 大致运行频率 |
| 巴黎—阿尔比                | INTERCITÉS de nuit | 卡尔莫 | 阿尔比 | 每周1趟      |
| 罗德兹/卡尔莫—图卢兹       | 法国大区列车       | 卡尔莫 | 阿尔比 | 每天5~9趟    |
| 1.                         |                    |        |        |              |

## 配套交通

### 大巴车
阿尔比马德莱娜站对应的大巴车上下车地点位于车站前方的道路上。
塔恩省政府下属的城际客运公司提供前往卡尔莫方向的大巴车线路。
此外，当某条铁路线施工或罢工时，SNCF也会提供途径该线路沿途站点的大巴车。

### 市内交通
距离阿尔比马德莱娜站最近的公交车站名称为"Place de la Résistance"。阿尔比公交A线经过该站。

## 临近车站
| 阿尔比马德莱娜站（Gare d'Albi-Madeleine） |                            |          |
| 上行车站                                  | 线路                       | 下行车站 |
| 阿尔比城站                                | 卡斯泰勒诺达理－罗德兹铁路 | 卡尔莫站 |
| - 本表仅显示运营中的线路及车站 1.         |                            |          |